# Grootsnavelijsvogel
De grootsnavelijsvogel (Pelargopsis melanorhyncha) is een vogel uit de familie Alcedinidae (ijsvogels).

## Verspreiding en leefgebied
Deze soort is endemisch op Sulawesi en telt drie ondersoorten:
- P. m. melanorhyncha: Sulawesi.
- P. m. dichrorhyncha: Banggai-eilanden (oostelijk van Sulawesi).
- P. m. eutreptorhyncha: Sula-eilanden  (oostelijk van de Banggai-eilanden).

## Status
De grootte van de populatie is niet gekwantificeerd maar de soort wordt omschreven als wijdverspreid en schaars, maar plaatselijk algemeen. Op de Rode lijst van de IUCN heeft deze soort de status niet bedreigd.